# Gooding County
Gooding County är ett administrativt område i delstaten Idaho, USA, med 15 464 invånare (2010). Den administrativa huvudorten (county seat) är Gooding. 
Del av Hagerman Fossil Beds nationalmonument ligger i countyt. 

## Geografi
Enligt United States Census Bureau så har countyt en total area på 1 901 km². 1 893 km² av den arean är land och 8 km² är vatten.

### Angränsande countyn
- Elmore County - väst
- Twin Falls County - syd
- Jerome County - öst
- Lincoln County - öst
- Camas County - nord